# Myrmelachista zeledoni
Myrmelachista zeledoni är en myrart som beskrevs av Carlo Emery 1896. Myrmelachista zeledoni ingår i släktet Myrmelachista och familjen myror.

## Underarter
Arten delas in i följande underarter:
- M. z. thiemei
- M. z. zeledoni